# Alotene
Alotene (ros. Алотене) – przystanek kolejowy w gminie Pļaviņas, na Łotwie. Położony jest na linii Ryga - Dyneburg.